# Amine Benramdane
Amine Benramdane (en arabe أمين بن رمضان‎) , né le 27 avril 1973 à Alger, est un joueur de basket-ball international algérien évoluant au poste de meneur.

## Biographie
Né le 27 avril 1973 à Alger, Amine Benramdane participe avec l'Algérie au Championnat du monde 2002  et à cinq éditions des Championnats d'Afrique,  en 1993, 1995, 1999, 2003 et 2005.